# Marquesado de los Castillejos
El Marquesado de los Castillejos es un título nobiliario español creado el 22 de diciembre de 1769 por el rey Carlos III, a favor de Francisco Guardia y Fernández.
El título fue suprimido a mediados del siglo XIX por lo establecido en el Real Decreto de 28 de diciembre de 1846. Según este Real Decreto, si tras el fallecimiento del titular, los sucesores dejaban pasar el plazo sin reclamarlo, tenía lugar la supresión del título. Sin embargo, ya en el siglo XX, Fernando de la Quadra-Salcedo solicitó su rehabilitación, la cual le fue concedida por Real Decreto de 5 de enero de 1931.

## Marqueses de los Castillejos
|                               | Titular                                             | Periodo                 |
| Creación por Carlos III       | Creación por Carlos III                             | Creación por Carlos III |
| ----------------------------- | --------------------------------------------------- | ----------------------- |
| I                             | Francisco Guardia y Fernández                       | 1769-1792?              |
| Rehabilitado por Alfonso XIII |                                                     |                         |
| II                            | Fernando de la Quadra-Salcedo y Arrieta-Mascarúa    | 1931-1949?              |
| III                           | José Miguel de la Quadra-Salcedo y Arrieta-Mascarúa | 1954-1955               |
| IV                            | José Javier de la Quadra-Salcedo Miranda            | 1955-actual titular     |